# Orleak, Dobrici
Orleak (în bulgară Орляк, în română Trupciular) este un sat în comuna Tervel, regiunea Dobrici, Dobrogea de Sud, Bulgaria. 
Între anii 1913-1940 a făcut parte din plasa Ezibei a județului Caliacra, România.

## Demografie
Componența etnică a satului Orleak
     Romi (40,13%)
     Nicio identificare (14,29%)
     Bulgari (6,06%)
     Turci (39,5%)
La recensământul din 2011, populația satului Orleak era de 1.749 locuitori. Nu există o etnie majoritară, locuitorii fiind romi (40,13%), turci (39,5%) și bulgari (6,06%). Pentru 14,29% din locuitori nu este cunoscută apartenența etnică.